# Halozetes marionensis
Halozetes marionensis är en kvalsterart som beskrevs av Engelbrecht 1974. Halozetes marionensis ingår i släktet Halozetes och familjen Ameronothridae. Inga underarter finns listade i Catalogue of Life.